# Fali jezici
Fali jezici, malena skupina nigersko-kongoanskih jezika kja čini dio šire adamavske skupine. Ovim jezicima, njih dva, govore Fali plemena iz Kameruna. Predstavnici su sjeverni fali [fll] i južni fali jezik [fal].
Ukupan broj govornika iznosi oko 36.000, od čega 20,000 (1982 SIL) otpada na južni fali.

## Vanjske poveznice
- Ethnologue (14th)
- Ethnologue (15th)